# Sumisión (derecho)
En el derecho procesal, la sumisión o deferencia es "el sometimiento, el allanamiento a la pretensión de alguna de las partes del proceso".[cita requerida] El allanamiento no necesariamente implica reconocimiento del derecho de la parte contraria, pero sí pone fin al conflicto.
El allanamiento no consiste en el cumplimiento de lo prometido sino una promesa de sumisión. El juez deberá de todos modos finalizar el proceso y dictar sentencia judicial.
En el DRAE se define "sumisión", en su acepción relativa al Derecho, como "acto por el cual alguien se somete a otra jurisdicción, renunciando o perdiendo su domicilio y fuero."